# 飯能市
飯能市（はんのうし）は、埼玉県の南西部に位置する市。
ムーミンのテーマパーク「メッツァ」が所在する。人口は約8万人。旧入間郡。1954年市制施行。

## 地理

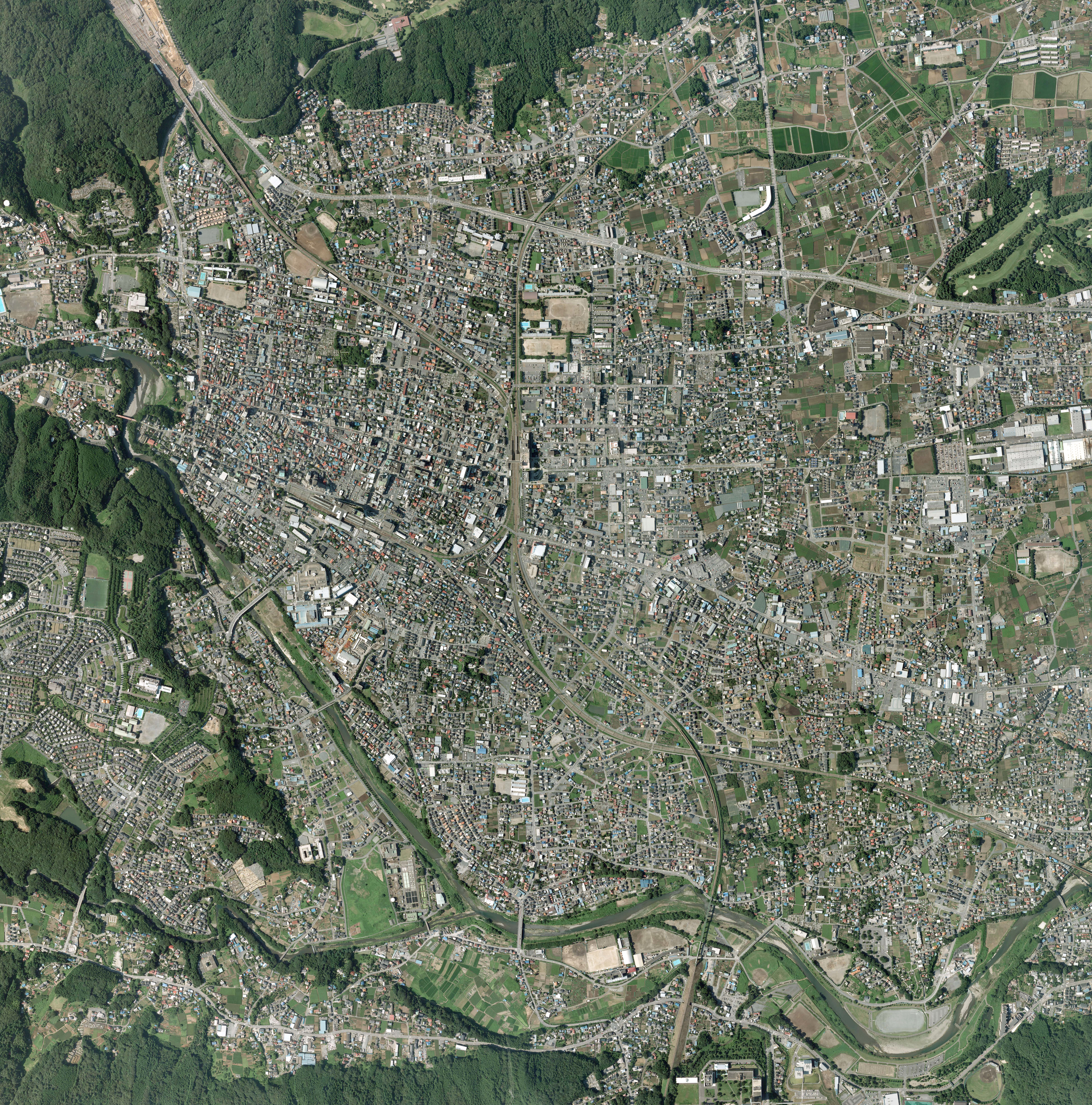
飯能市中心部周辺の空中写真。市街地の北西から南東方向へ入間川が流れる。
2007年7月24日撮影の29枚を合成作成。。

- 山: 外秩父山地、天覧山、多峰主山、伊豆ヶ岳、天覚山、大高山、武川岳、棒ノ折山等
- 河川: 入間川、高麗川等

### 気候
市内の征矢町に設置された気象庁のアメダスによると、年平均降水量は1498.2mmである。
また、小久保地区にある消防本部では、1996年から気象観測を実施しており、
過去の最高気温は1997年と2001年に記録した39.7℃、最低気温は2001年に記録した-7.0℃である。

## 歴史
- 中世より林業で栄えた。
- 江戸時代 - 江戸での相次ぐ火事により木材の需要が増え、入間川や高麗川の水運により10日ほどで運ばれる飯能の材木は「西川材」と呼ばれ栄えた。
- 1852年 - 当地で医者の岡部均平と秩父市の医者伊古田純道により、日本初の帝王切開が行われる。
- 1868年7月12日（旧暦5月23日） - 渋沢成一郎の率いる振武軍が当地の能仁寺などに屯集。これを追討する新政府軍と23日未明より戦闘となり、半日ほどで新政府軍が勝利。民家200軒、4か寺が焼失する被害を受けた（飯能戦争）[4][5]。
- 1889年 - 町村制施行に伴い、高麗郡飯能町・中山村・久須美村・小瀬戸村・大河原村・小岩井村が合併、飯能町となる。
- 1896年3月29日 - 高麗郡が廃止され入間郡に編入、入間郡飯能町となる。
- 1915年4月15日 - 武蔵野鉄道により飯能駅が開業。
- 1943年4月1日 - 入間郡飯能町・精明村・南高麗村・加治村・元加治村が合併し、飯能町となる。
- 1954年1月1日 - 市制施行により飯能市となる[6]。
- 1954年4月1日 - 旧元加治村・新光の一部が分離し、東金子村に編入される。
- 1956年9月30日 - 入間郡吾野村・東吾野村・原市場村を編入する。
- 2001年1月26日 - 防災行政無線運用開始。
- 2004年 - 環境省エコツーリズムモデル事業地区に選定される。
- 2005年1月1日 - 入間郡名栗村を編入する。
- 2005年4月1日 - 「森林文化都市」を宣言する。

## 行政

### 市長
- 新井重治（2021年8月8日就任、1期目）

#### 歴代首長
- 飯能町
  - 双木八郎（1889年5月 - 1910年3月）
  - 小山八郎平（1910年3月 - 1913年3月）
  - 双木八郎（1913年3月 - 1922年5月）
  - 金子忠五郎（1922年5月 - 1926年5月）
  - 双木利一（1926年6月 - 1932年1月）
  - 井上太平（1932年2月 - 1942年10月）
  - 大江八郎（1942年10月 - 1943年3月）
  - 平岡良蔵（1943年5月 - 1946年11月）
  - 細田栄蔵（1946年1月 - 1948年1月）
  - 増島徳（1949年2月 - 1952年4月）
  - 小林貞治（1952年4月 - 1953年12月）
- 飯能市
  - 小林貞治（1954年1月1日 - 同年4月）
  - 町田右之亮（1954年4月18日 - 1962年4月17日）
  - 増島徳（1962年4月18日 - 1965年8月）
  - 市川宗貞（1965年8月8日 - 1989年8月7日）
  - 小山誠三（1989年8月8日 - 2001年8月7日）
  - 沢辺瀞壱（2001年8月8日 - 2013年8月7日）
  - 大久保勝（2013年8月8日 - 2021年8月7日）
  - 新井重治（2021年8月8日 - ）

### 広域行政
一部事務組合
- 広域飯能斎場組合 - 当市、狭山市、日高市で構成し、火葬場・葬祭場・霊柩車の設置・維持管理事務を行なっている。（2013年4月、消防広域化により埼玉西部消防組合を設立したことに伴い、組合事務が斎場業務のみとなり埼玉西部広域事務組合から組合名を変更。）
- 埼玉西部消防組合 - 所沢市、入間市、狭山市、飯能市、日高市の5市により組織された消防組合。
- 埼玉県都市ボートレース企業団 - 加須市、本庄市、東松山市、狭山市、春日部市、羽生市、鴻巣市、深谷市、上尾市、草加市、入間市、朝霞市、さいたま市、越谷市とともに戸田競艇の主催など事務を行っている。

協議会
- 埼玉県西部地域まちづくり協議会 ‐ 入間市、狭山市、所沢市、日高市とともに5市圏域の市民を対象とした交流事業（講演会やウォーキング大会などのイベント開催や、観光パンフレットの発行や図書館やスポーツ施設などの公共施設の相互利用及び広域での事業実施に向けた検討を行っている。

### 公共施設

#### 国の機関
- さいたま地方検察庁飯能区検察庁
- 所沢公共職業安定所飯能出張所
- さいたま地方法務局飯能出張所

#### 裁判所
- さいたま家庭裁判所飯能出張所
- 飯能簡易裁判所

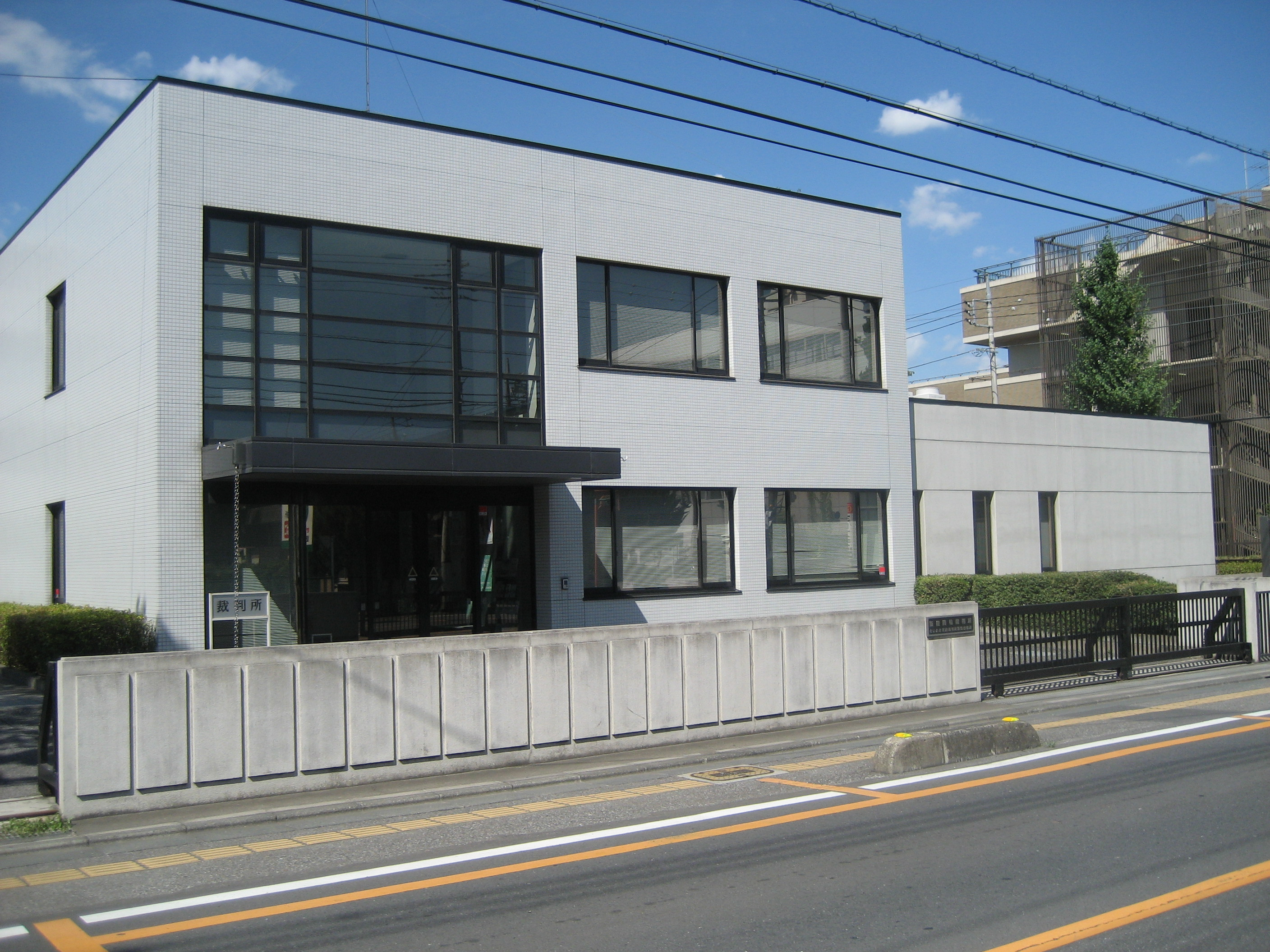
飯能簡易裁判所、さいたま家庭裁判所飯能出張所

#### 県の機関

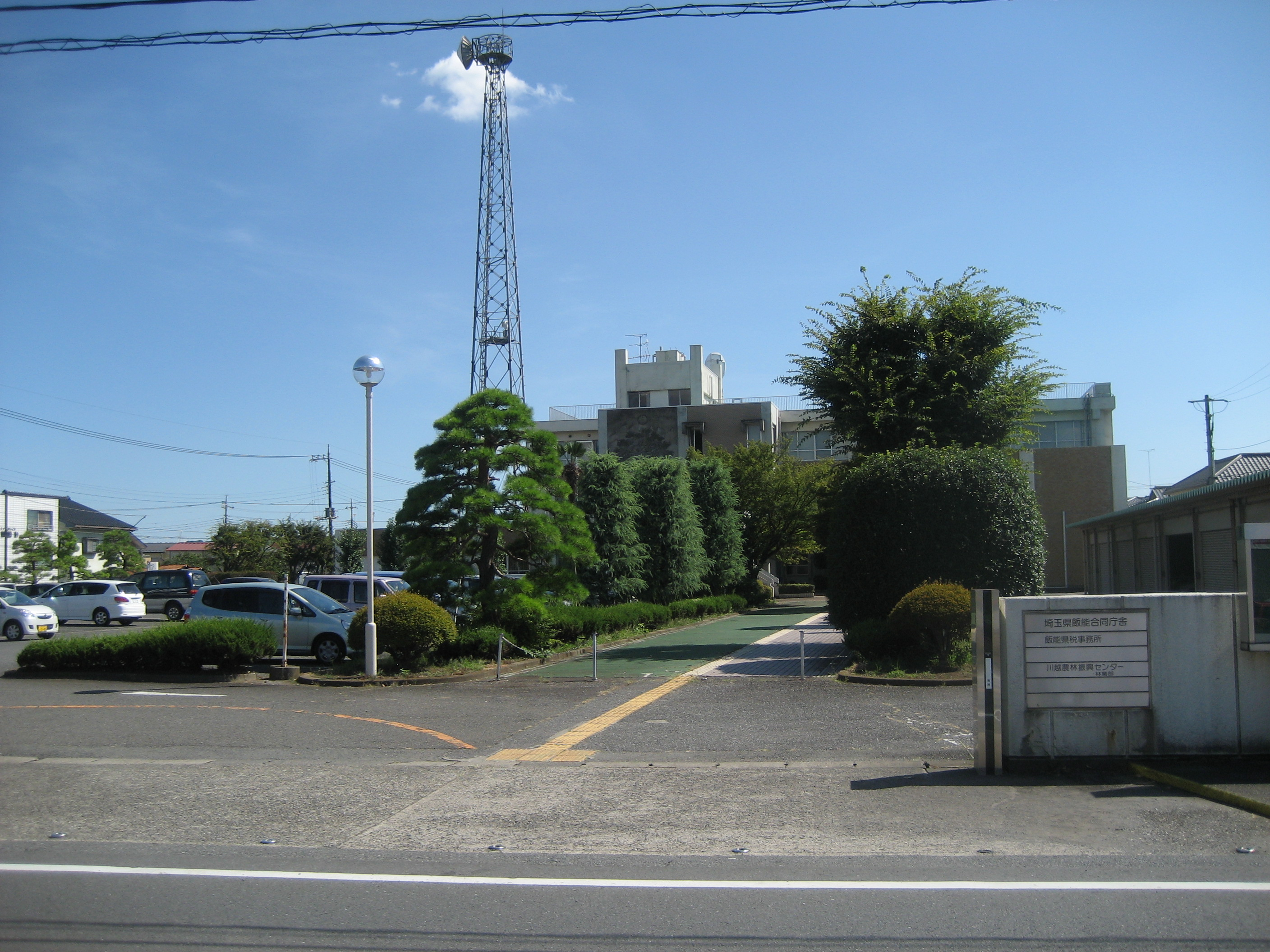
飯能合同庁舎
  - 飯能県税事務所
  - 川越農林振興センター林業部
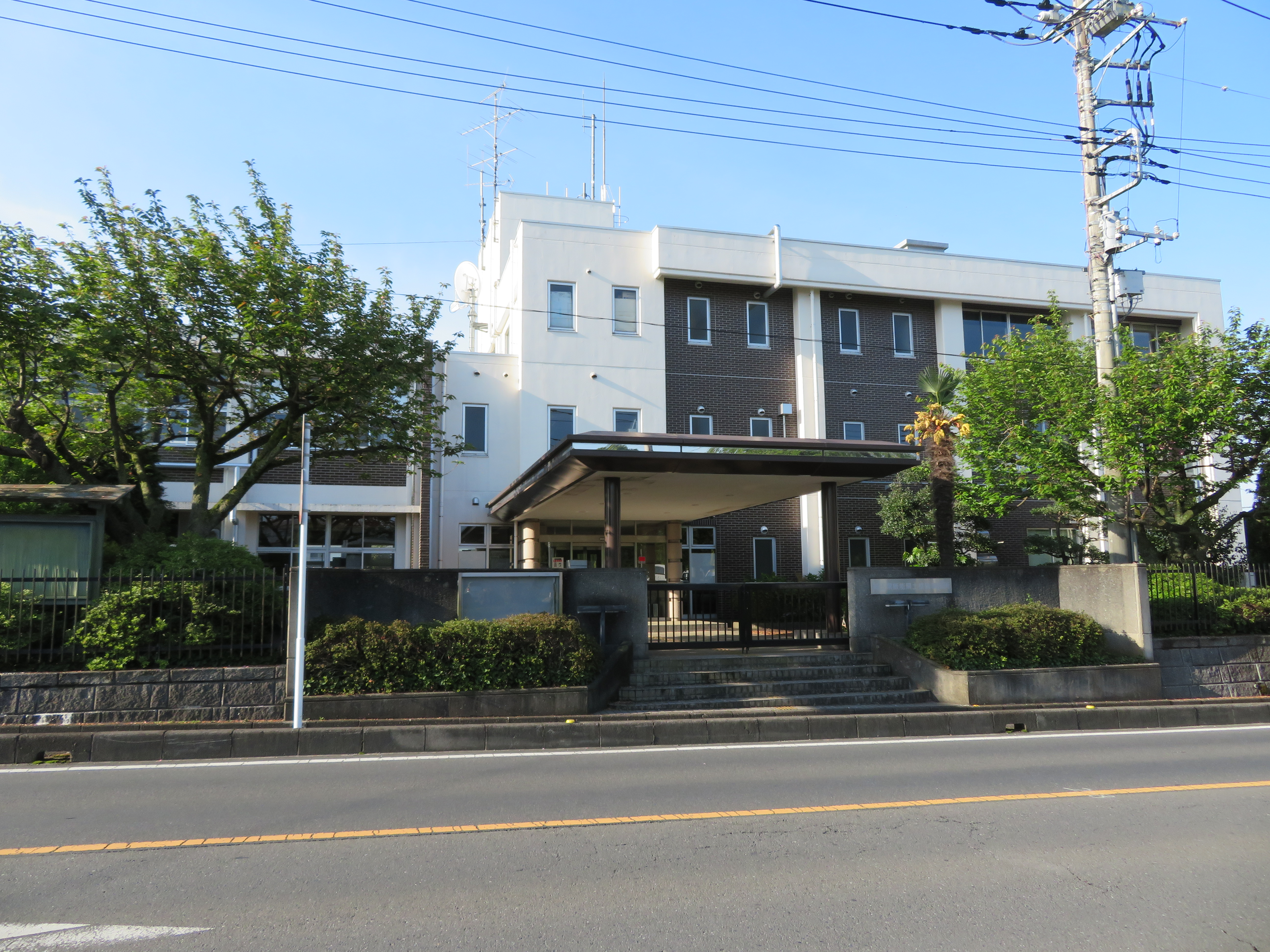
飯能県土整備事務所
- 有間ダム管理所
- 県立名栗げんきプラザ

- 埼玉県飯能合同庁舎
- 飯能県土整備事務所

#### 市の機関
| - 飯能市中央地区行政センター（飯能市中央公民館内） - 第二区地区行政センター（第二区公民館内） - 富士見地区行政センター（富士見公民館内） - 精明地区行政センター（精明公民館内） - 双柳地区行政センター（双柳公民館内） - 加治地区行政センター（加治公民館内） - 加治東地区行政センター（加治東公民館内） - 美杉台地区行政センター（美杉台公民館内） - 南高麗地区行政センター（南高麗公民館内） - 吾野地区行政センター（吾野公民館内） - 東吾野地区行政センター（東吾野公民館内） - 原市場地区行政センター（原市場公民館内） - 名栗地区行政センター（名栗公民館内） - 飯能駅サービスコーナー - 教育センター - 保健センター - 飯能市市民会館 - 飯能市立図書館 - 富士見分室 - 名栗分室 - 飯能市立こども図書館 - 飯能市立博物館（飯能市郷土館を改装し2018年4月に改称） | - 中央公民館 - 第二区公民館 - 富士見公民館 - 精明公民館 - 双柳公民館 - 加治公民館 - 加治東公民館 - 美杉台公民館 - 南高麗公民館 - 吾野公民館 - 東吾野公民館 - 原市場公民館 - 名栗公民館 - あすなろ会館（名栗地区行政センター分館） - ふるさと会館（名栗地区行政センター分館） - 市民活動センター - 勤労青少年ホーム - 飯能市民体育館 - 飯能市民球場 - 阿須運動公園 - トーベ・ヤンソンあけぼの子どもの森公園 - 美杉台公園 - クリーンセンター - 環境センター - 飯能市浄化センター - 飯能市林業センター |

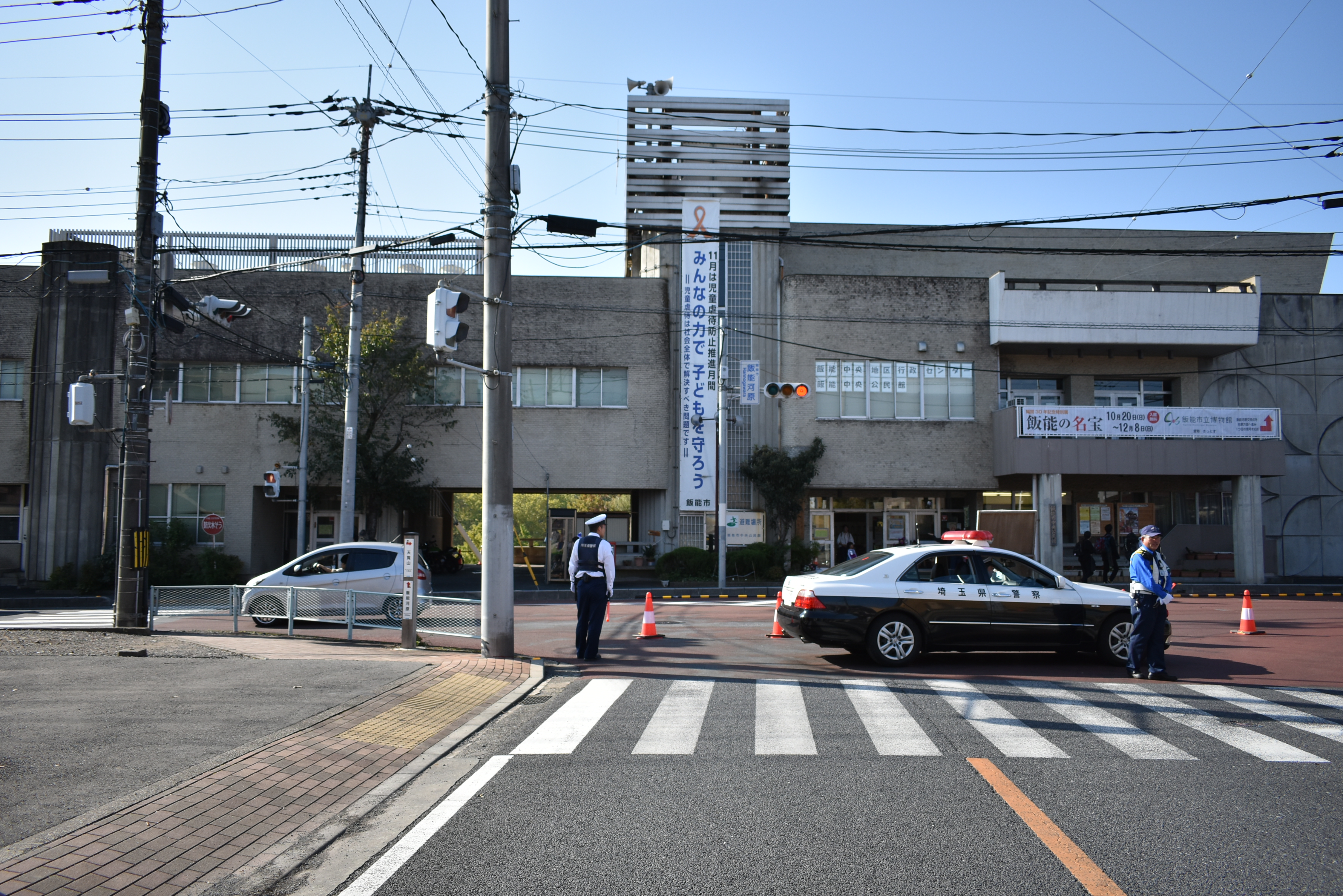
飯能市中央公民館・飯能市中央地区行政センター（2019年11月2日撮影）
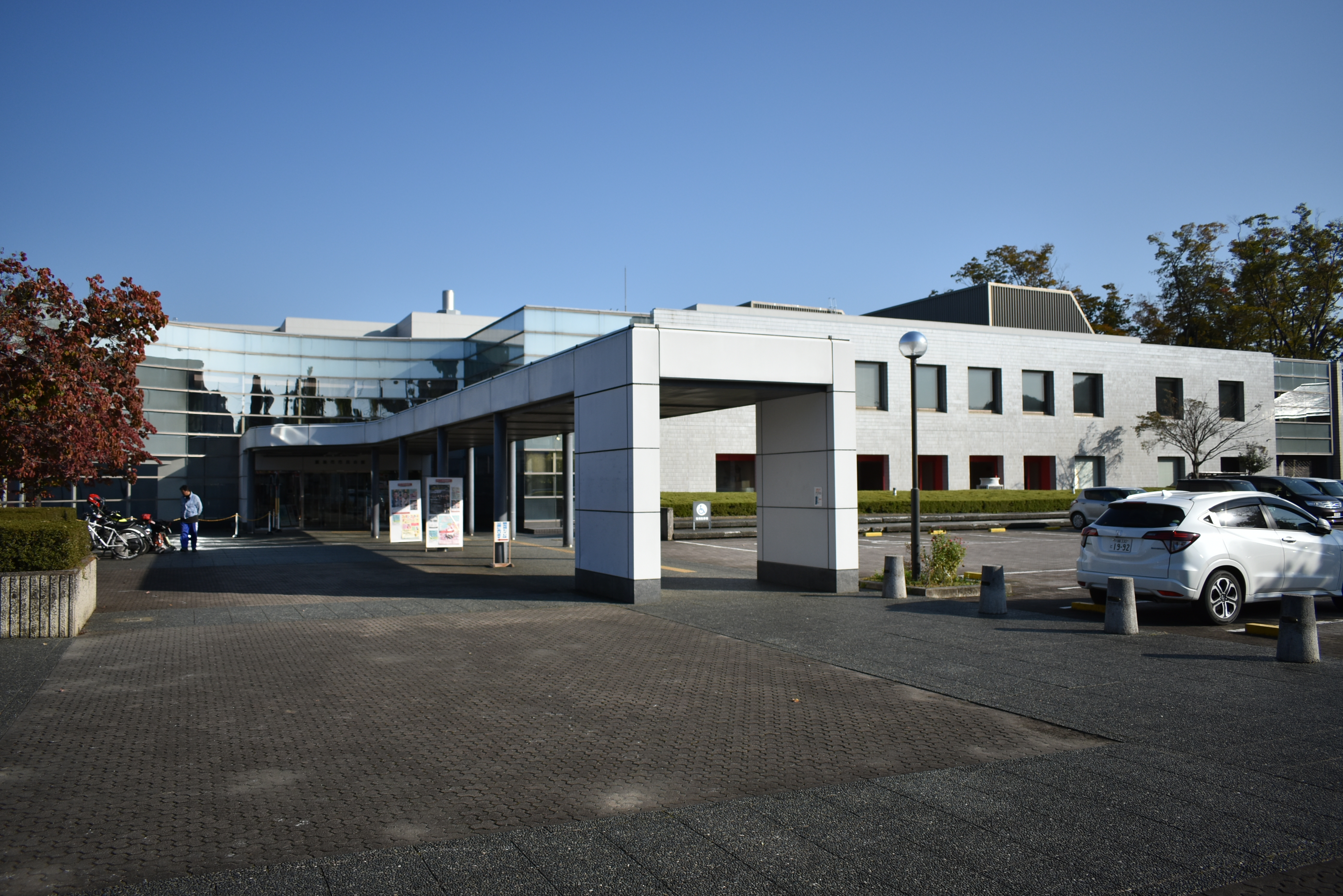
飯能市市民会館（2019年11月2日撮影）
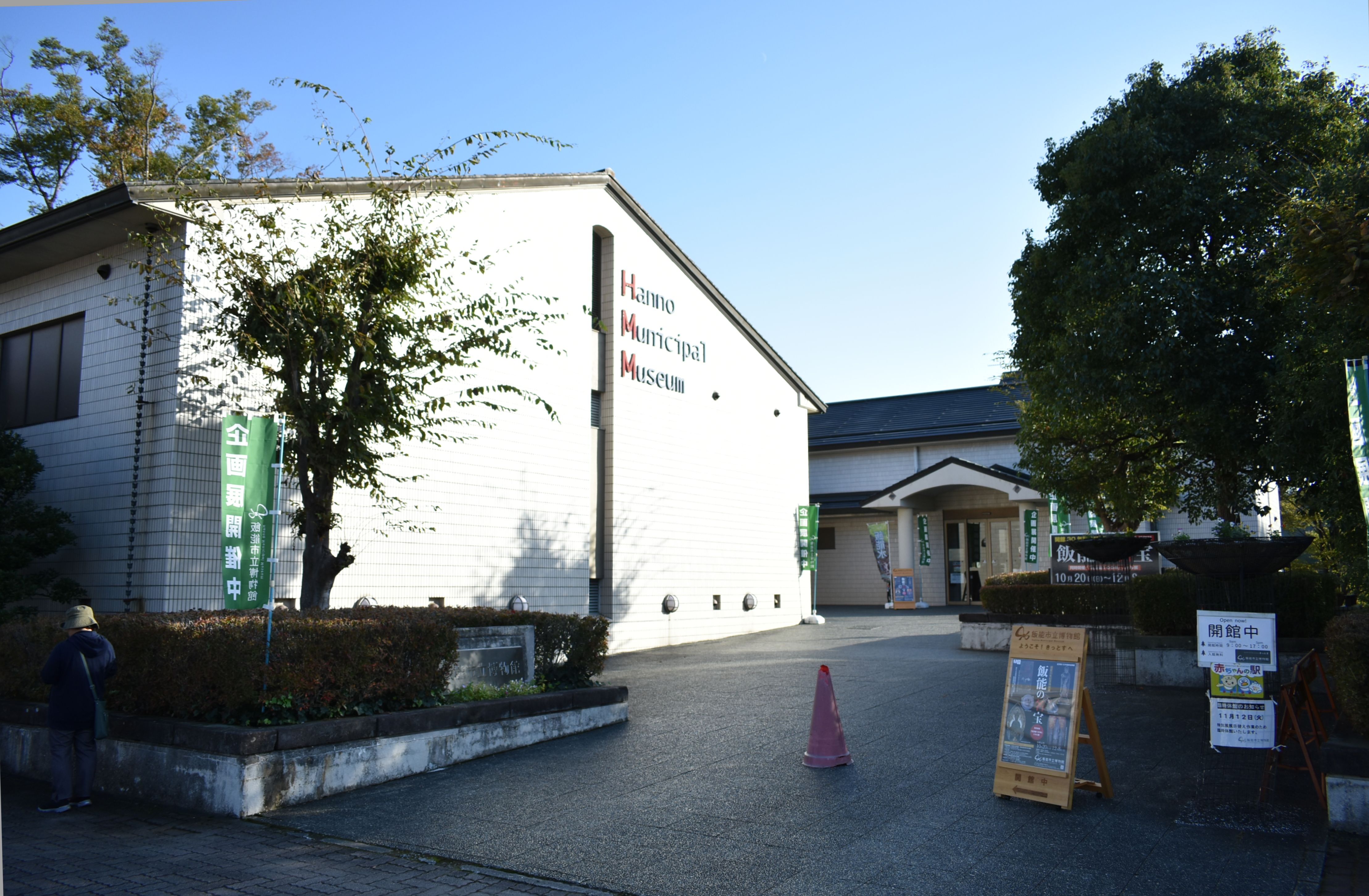
飯能市立博物館（2019年11月2日撮影）

### 消防
- 埼玉西部消防局
  - 飯能日高消防署
    - 稲荷分署
    - 名栗分署
    - 吾野分署
- 飯能消防団

### 警察
- 飯能警察署

## 議会

### 衆議院
- 選挙区：埼玉9区（飯能市、狭山市、入間市、日高市、入間郡（毛呂山町、越生町））
- 任期：2021年10月31日 - 2025年10月30日
- 当日有権者数：404,689人
- 投票率：55.44％

| 当落 | 候補者名 | 年齢 | 所属党派   | 新旧別 | 得票数    | 重複 |
| ---- | -------- | ---- | ---------- | ------ | --------- | ---- |
| 当   | 大塚拓   | 48   | 自由民主党 | 前     | 117,002票 | ○    |
|      | 杉村慎治 | 45   | 立憲民主党 | 新     | 80,756票  | ○    |
|      | 神田三春 | 67   | 日本共産党 | 新     | 21,464票  |      |

## 経済

### 産業
- 大塚製薬（研修センター）
- サイタ工業（飯能昇降機本部）
- JFEミネラル（武蔵野鉱業所・武蔵白岩鉱山）（2015年閉山）[7]
- 新電元工業（飯能工場）
- 大鵬薬品工業（飯能研究センター）
- 椿本チエイン（埼玉工場）
- 東京計器（飯能事業所）（旧社名：トキメック）
- ニットー冷熱製作所（本社）
- 白山（飯能支店）
- 飯能生コン工業
- マミヤ・オーピー(飯能工場)
- 武蔵工業（本社工場、茜台工場）
- 新電元メカトロニクス（本社、茜台工場）

### 商業
- 丸広百貨店飯能店（当市が創業の地）
- 西武飯能ペペ（飯能駅ビル）

### 金融
- みずほ銀行飯能支店
- 埼玉りそな銀行飯能支店
- 武蔵野銀行飯能支店
- 東和銀行飯能支店
- むさし証券飯能支店
- Jトラストグローバル証券飯能支店
- 飯能信用金庫
  - 本店営業部、飯能中央支店、東飯能支店、飯能南支店、加治支店、東部出張所
- 青梅信用金庫飯能支店
- 中央労働金庫飯能支店
- いるま野農業協同組合
  - 飯能支店、吾野支店、名栗原市場支店、本町支店、加治支店

### その他の企業
- NTT東日本飯能緑町ビル
- 西武ガス
- 東京電力川越支社飯能営業センター
- 飯能ケーブルテレビ

### 名物・特産品
- 狭山茶
- 四里餅
- 地酒（五十嵐酒造、銘柄 天覧山）
- 西川材
- 飯能焼

## 姉妹都市・提携都市

### 日本国内
- 高萩市（茨城県）
- 青梅市（東京都）- 図書館相互利用協定

### 日本国外
- ブレア市（アメリカ合衆国カリフォルニア州） - 1981年1月5日姉妹都市協定締結

## 地域

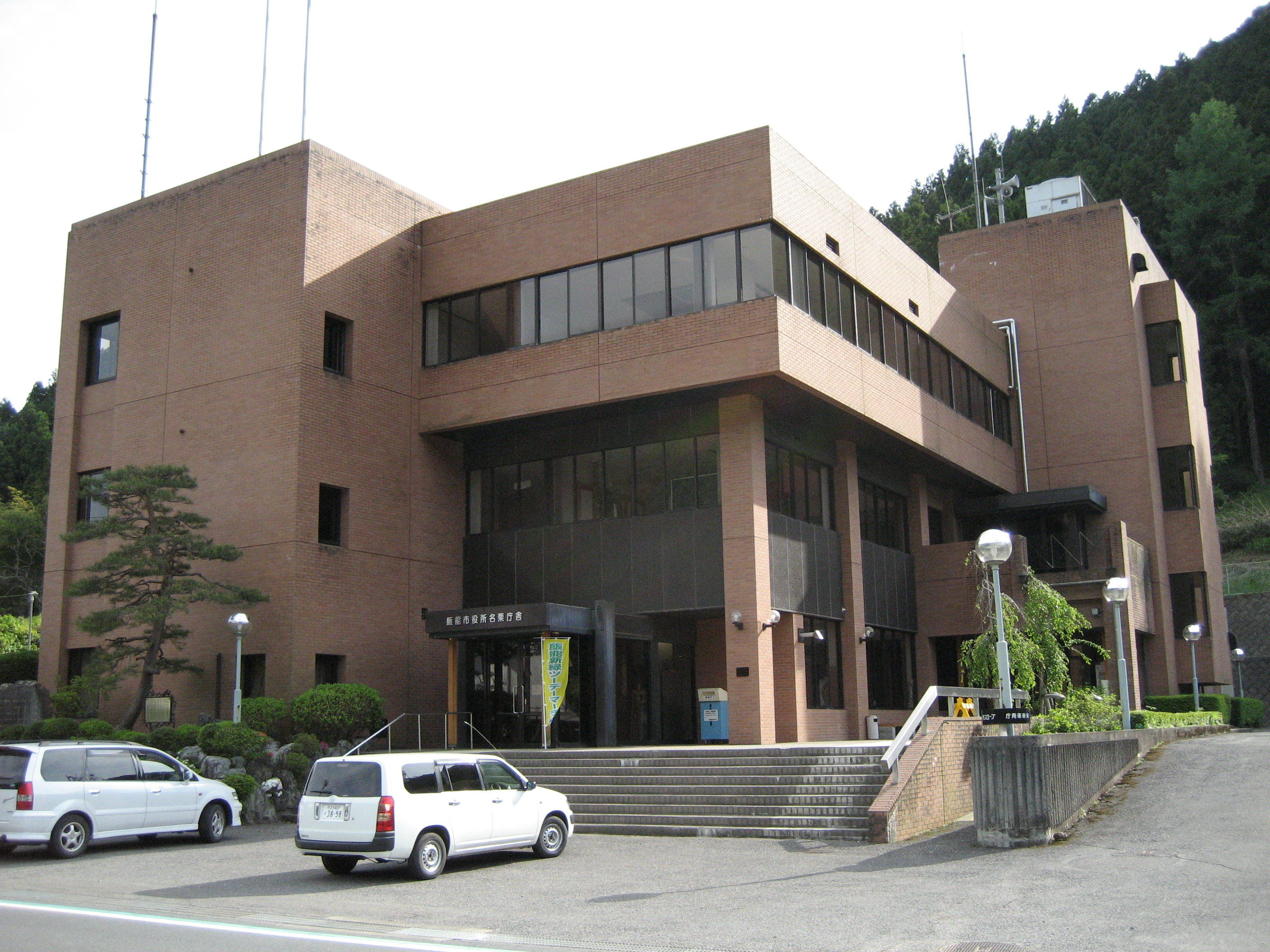
名栗庁舎（旧名栗村役場）

### 町名・大字

#### あ行
- 青木
- 赤沢
- 茜台1丁目
- 茜台2丁目
- 茜台3丁目
- 吾野
- 芦苅場
- 阿須
- 東町
- 稲荷町
- 井上
- 岩沢
- 岩渕
- 大河原
- 落合

#### か行
- 笠縫
- 上赤工
- 上直竹上分
- 上直竹下分
- 上長沢
- 上名栗
- 上畑
- 唐竹
- 苅生
- 川崎
- 川寺
- 北川
- 久下
- 久須美
- 小岩井
- 小久保
- 虎秀
- 小瀬戸

#### さ行
- 坂石
- 坂石町分
- 栄町
- 坂元
- 下赤工
- 下加治
- 下川崎
- 下直竹
- 下名栗
- 下畑
- 白子
- 新光
- 新町
- 征矢町

#### た行
- 高山

#### な行
- 中居
- 中藤上郷
- 中藤下郷
- 中藤中郷
- 仲町
- 中山
- 長沢
- 永田
- 永田台1丁目
- 永田台2丁目
- 永田台3丁目
- 双柳

#### は行
- 八幡町
- 原市場
- 原町
- 飯能
- 平戸
- 平松
- 本町

#### ま行
- 前ヶ貫
- 美杉台1丁目
- 美杉台2丁目
- 美杉台3丁目
- 美杉台4丁目
- 美杉台5丁目
- 美杉台6丁目
- 美杉台7丁目
- 緑町
- 南
- 南川
- 南町
- 宮沢

#### や行
- 矢颪
- 柳町
- 山手町

### 人口
| |                                        |  |
| 飯能市と全国の年齢別人口分布（2005年） | 飯能市の年齢・男女別人口分布（2005年） |  |
| ■紫色 ― 飯能市 ■緑色 ― 日本全国 | ■青色 ― 男性 ■赤色 ― 女性              |  |
| 飯能市（に相当する地域）の人口の推移 \| 1970年（昭和45年） \| 55,130人 \| \| \| 1975年（昭和50年） \| 58,766人 \| \| \| 1980年（昭和55年） \| 63,902人 \| \| \| 1985年（昭和60年） \| 69,109人 \| \| \| 1990年（平成2年） \| 75,794人 \| \| \| 1995年（平成7年） \| 83,278人 \| \| \| 2000年（平成12年） \| 85,886人 \| \| \| 2005年（平成17年） \| 84,860人 \| \| \| 2010年（平成22年） \| 83,546人 \| \| \| 2015年（平成27年） \| 80,715人 \| \| \| 2020年（令和2年） \| 80,361人 \| \| |                                        |  |
| 総務省統計局 国勢調査より |                                        |  |
| 1970年（昭和45年） | 55,130人                               |  |
| 1975年（昭和50年） | 58,766人                               |  |
| 1980年（昭和55年） | 63,902人                               |  |
| 1985年（昭和60年） | 69,109人                               |  |
| 1990年（平成2年） | 75,794人                               |  |
| 1995年（平成7年） | 83,278人                               |  |
| 2000年（平成12年） | 85,886人                               |  |
| 2005年（平成17年） | 84,860人                               |  |
| 2010年（平成22年） | 83,546人                               |  |
| 2015年（平成27年） | 80,715人                               |  |
| 2020年（令和2年） | 80,361人                               |  |

### 郵便
郵便番号は市内全域が「357-xxxx」（飯能郵便局が集配を担当）である。
- 飯能郵便局
  - 飯能双柳郵便局
  - 飯能下畑郵便局
  - 飯能岩沢郵便局
  - 飯能八幡郵便局
  - 飯能駅南口郵便局
  - 名栗郵便局
  - 原市場郵便局
  - 東吾野郵便局
  - 吾野郵便局

### 電話番号
市外局番は市内全域が「042」。市内局番が「91X」「97X」「98X」の地域との通話は市内通話料金で利用可能（飯能MA）。収容局は飯能緑町局、原市場局、吾野局、都幾川局、名栗局。

### 教育
大学
- 駿河台大学

高等学校
- 埼玉県立飯能高等学校
- 埼玉県立飯能南高等学校
- 自由の森学園高等学校
- 聖望学園高等学校
- 大川学園高等学校
- わせがく夢育高等学校

中学校
- 市立
  - 飯能市立飯能第一中学校
  - 飯能市立飯能西中学校
  - 飯能市立加治中学校
  - 飯能市立美杉台中学校
  - 飯能市立南高麗中学校
  - 飯能市立原市場中学校

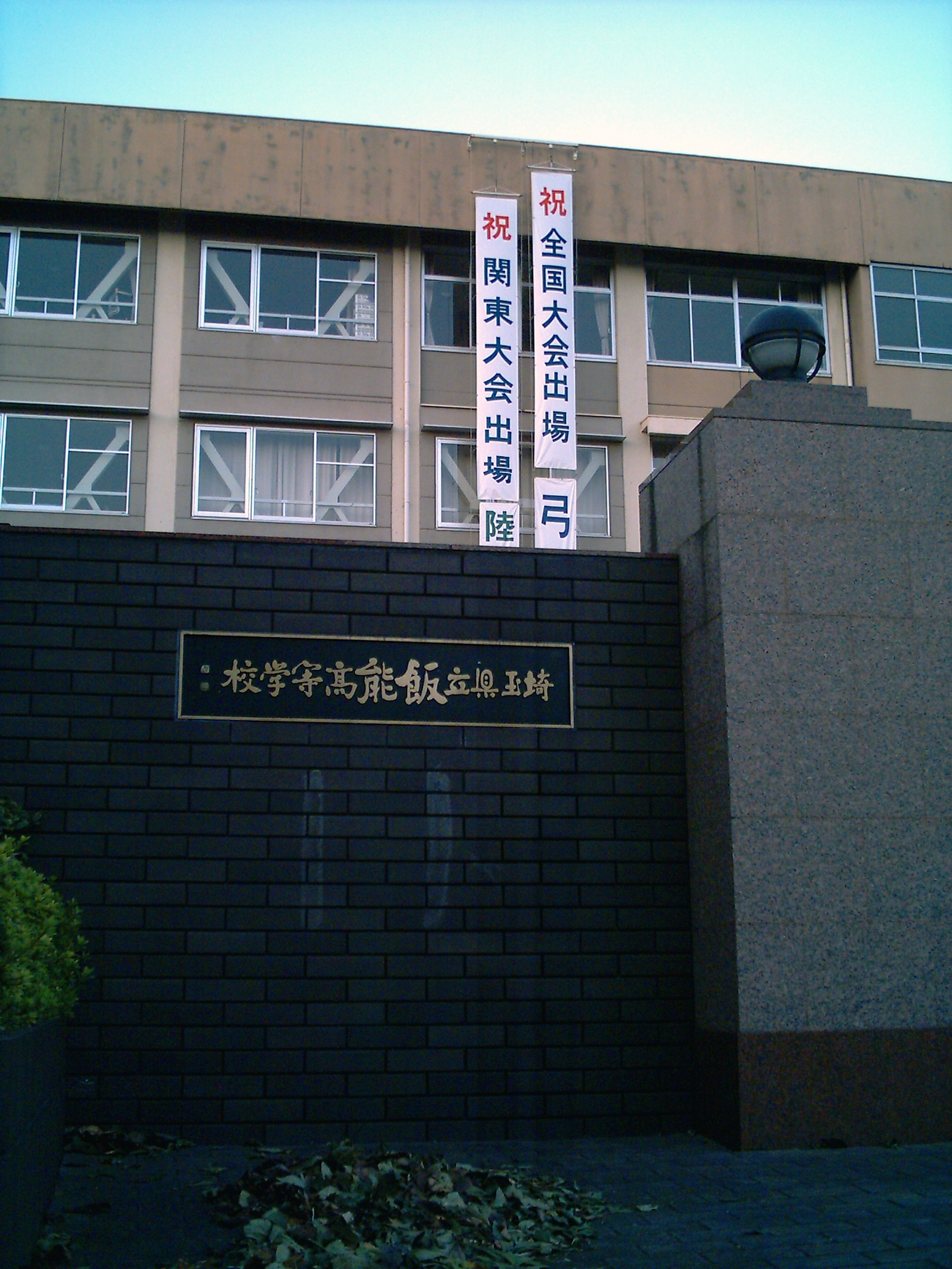
埼玉県立飯能高等学校

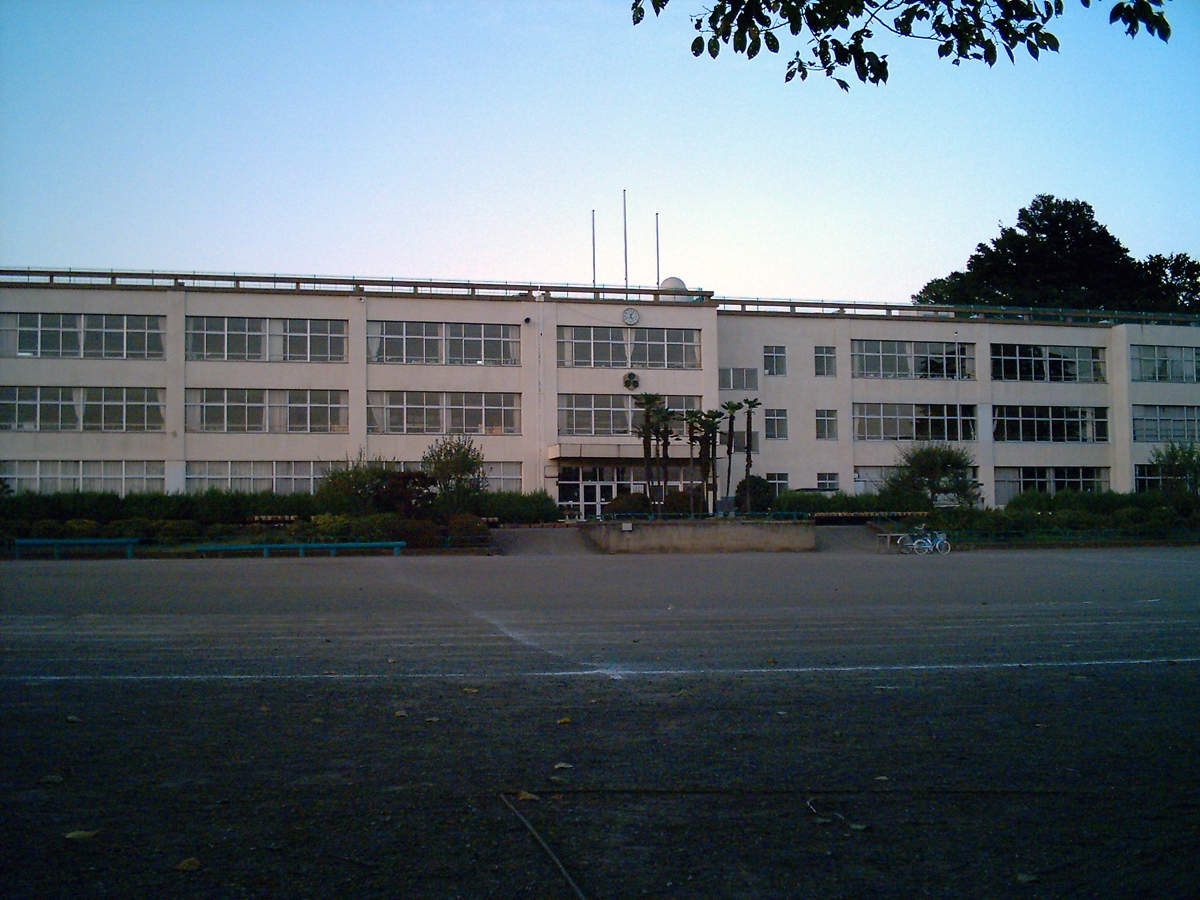
飯能市立飯能第一小学校

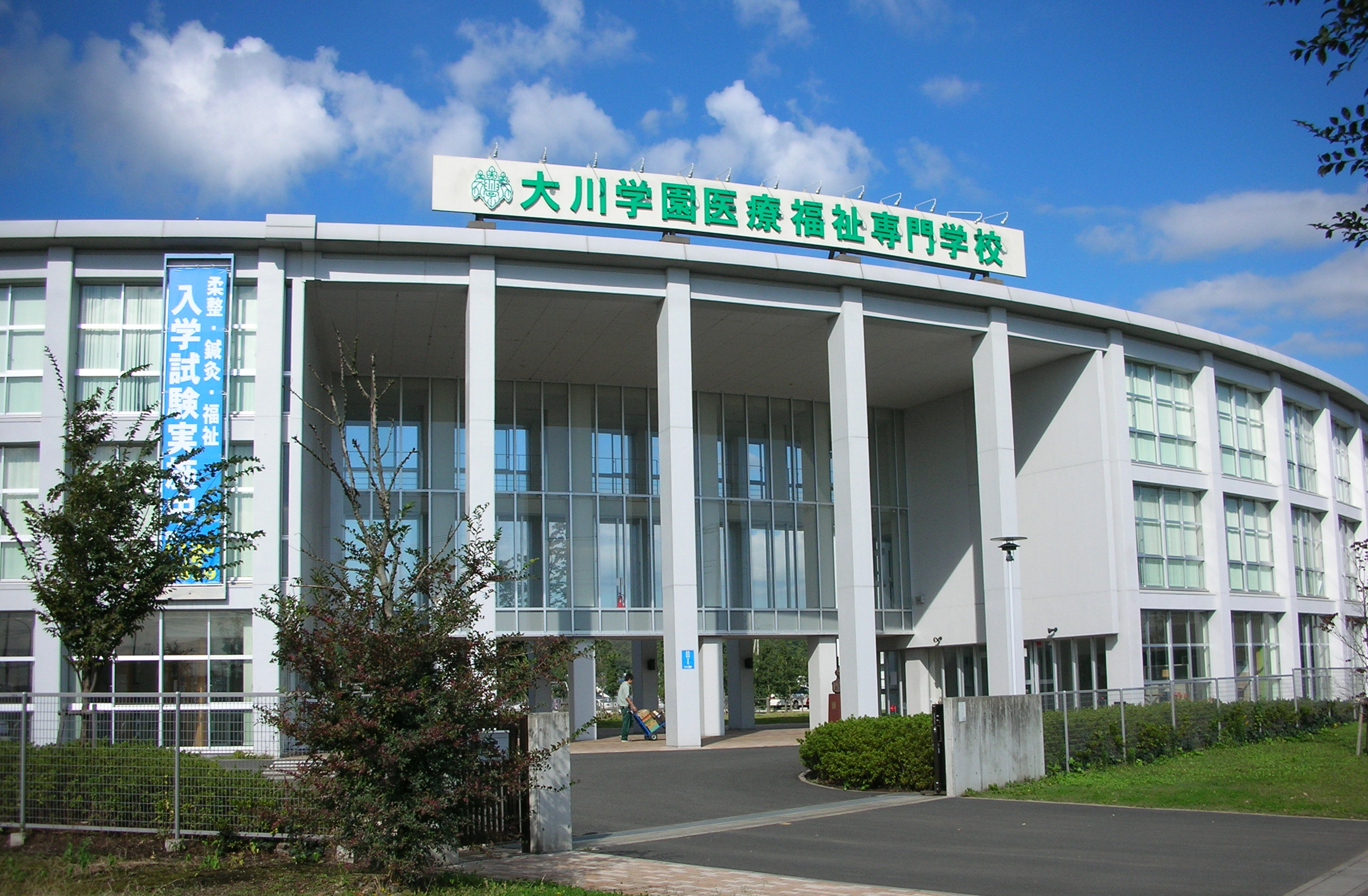
大川学園医療福祉専門学校

  - 飯能市立吾野中学校 奥武蔵中学校に改称

- 私立
  - 自由の森学園中学校
  - 聖望学園中学校

小学校
- 飯能市立飯能第一小学校
- 飯能市立飯能第二小学校
- 飯能市立加治小学校
- 飯能市立加治東小学校
- 飯能市立双柳小学校
- 飯能市立富士見小学校
- 飯能市立精明小学校
- 飯能市立美杉台小学校
- 飯能市立南高麗小学校
- 飯能市立原市場小学校
- 飯能市立名栗小学校
- 飯能市立吾野小学校    2019年3月 閉校 奥武蔵小学校として改称統合
- 飯能市立東吾野小学校 2019年3月 閉校 奥武蔵小学校として改称統合
- 飯能市立西川小学校    2019年3月 閉校 奥武蔵小学校として改称統合

専修学校
- 大川学園医療福祉専門学校
- 大川学園高等専修学校
- 飯能看護専門学校

教育訓練施設
- 埼玉県立川越高等技術専門校飯能分校（2009年に廃止）

### 地域情報
- 文化新聞：当市ならびに入間市、日高市の情報を掲載し発行している。前発行元の倒産により一時休刊となっていたが、2023年10月3日より復刊している[9]。
- 飯能ケーブルテレビ（飯能日高テレビ）：当市ならびに日高市にテレビ放送（コミュニティチャンネル）とインターネット通信サービスを提供している。

### 住宅団地
国土交通省の定義によるニュータウンは以下の2箇所がある。
- URビックヒルズ飯能美杉台
- UR飯能美杉台めぐみの丘

## 交通
市内を運行する交通事業者（飯能市公式サイト）も参照

### 鉄道路線
- 東日本旅客鉄道（JR東日本）
  - 八高線
    - 東飯能駅
- 西武鉄道
  - 西武池袋線
    - 飯能駅 - 東飯能駅 - （日高市内2駅） - 東吾野駅 - 吾野駅

  - 西武秩父線
    - 吾野駅 - 西吾野駅 - 正丸駅

#### かつて通っていた鉄道
- 入間馬車鉄道

### バス
- 西武バス
  - 市内に飯能営業所が設置されているほか、狭山営業所（狭山市に設置）管轄路線が運行されている。
- 国際興業バス
  - 市内に飯能営業所が設置されている。また旧名栗村内には分車庫として「名栗車庫」がある。一部の過疎地域（原市場（中藤・中沢）地区・南高麗地区）に関しては、同社のワゴン車による実証運行が2022年9月より開始している（当該地区の路線バスは原市場地区は朝のみ運行に削減、南高麗地区はイベント開催時のみ運行の臨時路線に変更）。
- イーグルバス
  - 川越営業所が担当。日高市方面と一体して運行されている。

なお、宮沢湖周辺のレジャー施設であるメッツァへの直行バスは西武・国際興業・イーグルの3社が共同運行している。
- 都営バス青梅支所（東京都青梅市に設置されている）
  - 同支所が運行する「梅74」の「下畑」停留所 - 「上畑」停留所間のみ飯能市内を通る。

### タクシー
タクシーの営業区域は県南西部交通圏で、川越市・所沢市・東松山市・和光市などと同じエリアとなっている。
- 埼玉第一交通（飯能営業所配車室）
- 西武ハイヤー（飯能配車センター）
- 近郊タクシー
- 原市場タクシー
- 松葉交通

### 道路
一般国道
- 国道299号
  - 飯能狭山バイパス

県道
- 主要地方道
  - 埼玉県道28号青梅飯能線
  - 埼玉県道30号飯能寄居線（相模街道）
  - 埼玉県道53号青梅秩父線
  - 埼玉県道61号越生長沢線
  - 埼玉県道70号飯能下名栗線（名栗街道）
  - 埼玉県道73号秩父上名栗線
- 一般県道
  - 埼玉県道185号東飯能停車場線
  - 埼玉県道193号下畑軍畑線
  - 埼玉県道195号富岡入間線
  - 埼玉県道218号二本木飯能線
  - 埼玉県道221号原市場下成木線
  - 埼玉県道228号飯能停車場線
  - 埼玉県道230号東吾野停車場線
  - 埼玉県道262号日高狭山線
  - 埼玉県道347号馬引沢飯能線
  - 埼玉県道350号南飯能線
  - 埼玉県道395号南川上名栗線

## 文化

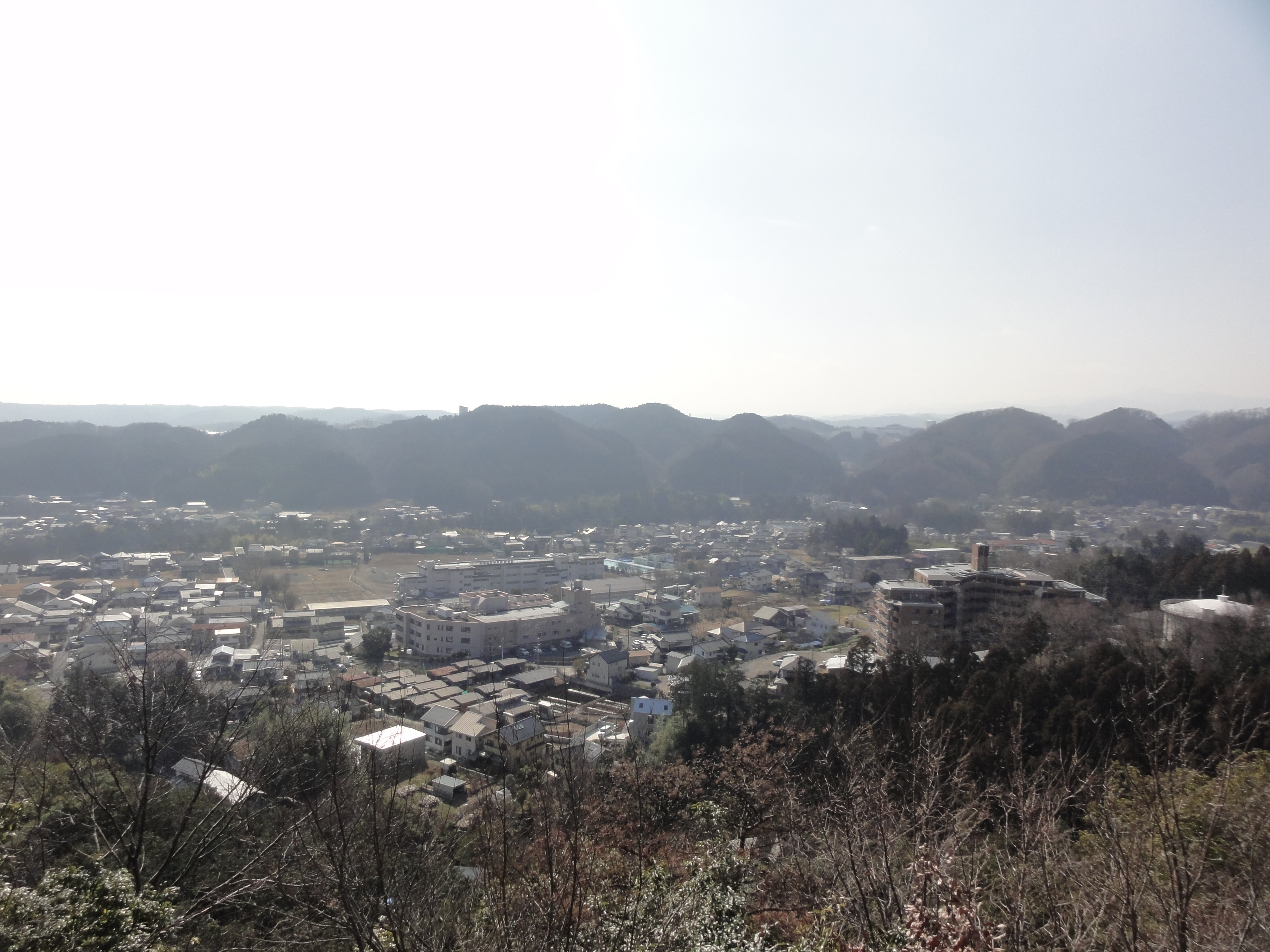
天覧山から見下ろす飯能市

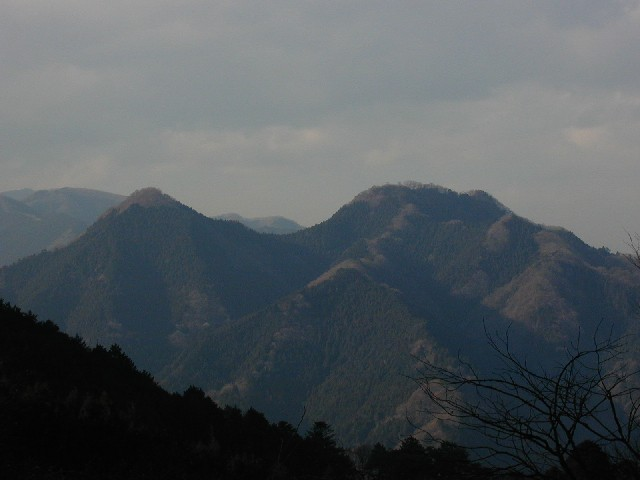
伊豆ヶ岳

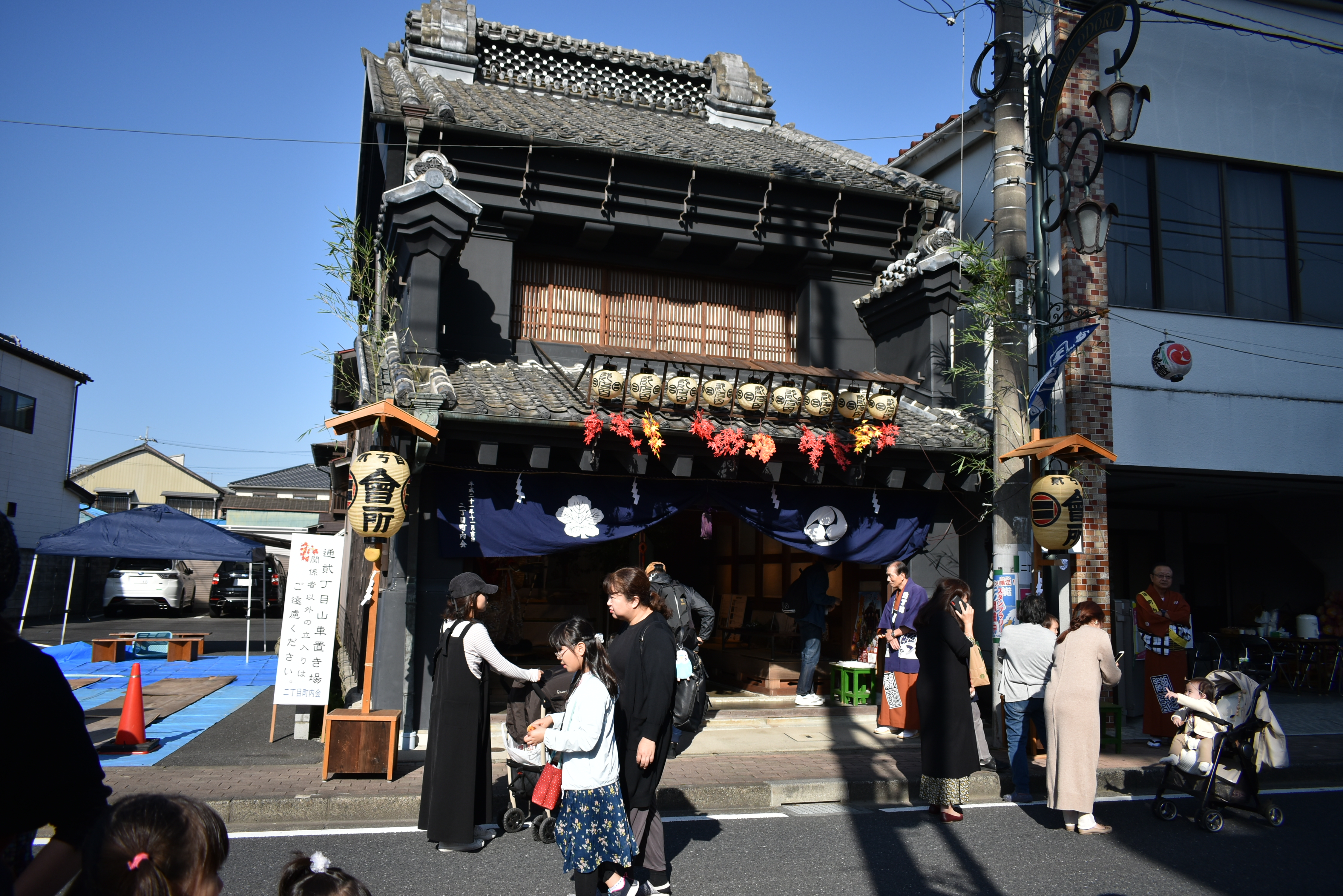
店蔵絹甚 （2019年11月2日撮影）

### 名所・旧跡・観光・祭事
- 飯能まつり - 11月の第1土曜日・日曜日に行われる。
- 奥むさし駅伝競走大会 - 1月最終日曜日開催
- 飯能新緑ツーデーマーチ - 5月開催
- 天覧山
- 多峰主山（多峯主山） - 江戸幕府老中黒田直邦の墓がある。
- ユガテ - 集落
- 顔振峠
- 関八州見晴台 - 関東八州が見晴らせる標高770mの高台。
- 苅場坂峠
- 正丸峠
- 伊豆ヶ岳
- 蕨山
- 棒ノ折山（棒ノ嶺）
- 飯能河原 - 川遊び、バーベキュー
- 吾妻峡 - 渓谷遊び
- 名栗川 - 渓谷遊び、バーベキュー、初夏にホタル観賞
- 名栗湖（有間ダム）
- さわらびの湯 - 名栗湖の天然温泉
- 名栗温泉 - 名栗川河畔の冷鉱泉
- 宮沢湖 - 人造湖。西武グループによるレクリエーション施設が整備されていた。
- メッツァ - メッツァビレッジは2018年秋に開業。ムーミンバレーパークは2019年春に開業。
- トーベ・ヤンソンあけぼの子どもの森公園 - ムーミン谷をモチーフにした公園。
- 鉄腕アトム像（中央公園）
- 店蔵絹甚 - 1904年建立の店蔵、市指定文化財。
- 石灰焼場跡 - 県指定史跡
- 武蔵野七福神
- 観音寺 - 鐘突堂の白象が有名。
- 能仁寺
- 心応寺
- 智観寺
- 萬福寺
- 浄心寺 - だるま市・くまで市
- 岩井堂観音
- 長光寺 - 国の重要文化財の「雲版」を所蔵
- 福徳寺 - 阿弥陀堂は国の重要文化財
- 法光寺
- 秩父御嶽神社（東郷公園）
- 高山不動尊 - 火渡式
- 子ノ権現（天龍寺） - 足腰守護の寺院
- 竹寺（八王寺）- 関東唯一の神仏習合寺社
- 正覚寺
- 鳥居観音 - 高さ33ｍの大観音像
- 龍泉寺
- 楞厳寺
- 本邦帝王切開発祥の地 - 坂元の国道299号線沿道に建立

### 飯能市を舞台とする作品
小説
美しい星
命売ります
漫画
ヤマノススメ
アニメ
ヤマノススメ、ヤマノススメ セカンドシーズン、ヤマノススメ サードシーズン、ヤマノススメ Next summit（上記漫画のアニメ化）
ドラマ
J-BOT ケロ太

## 著名な出身者・在住者
- 中山家範（戦国大名後北条氏家臣）
- 中山照守（江戸幕府旗本）
- 中山信吉（水戸藩家老）
- 黒田直邦（旗本中山氏一族。沼田藩藩主、寺社奉行等）
- 大河原亀文（文人・風刺小説家）
- 平沼専蔵（実業家）
- 山川義太郎（電気工学者）
- 蔵原伸二郎（詩人）
- 大久保竹治（丸広百貨店グループ創業者）
- 石井道子（元参議院議員）
- 松原誠（元プロ野球選手）
- 小林浩二（地理学者）
- 萩尾望都 (漫画家）
- 高澤等（家紋研究家）
- 成井豊（演出家、劇作家）
- 野尻英一（哲学者）
- 上笙一郎（児童文化研究家）
- 野尻克己（映画監督）
- 小川安三（俳優、映画プロデューサー）
- 秋沢淳子（TBSアナウンサー）
- 佐藤明日香 (フリーアナウンサー)
- 小髙茉緒（日本テレビアナウンサー）
- 川村拓央  (声優）
- ツバメスケッチ（音楽バンド）
- 遠藤純平（声優）
- ともしげ（お笑い芸人）（モグライダー）
- 細田智也（入間市議会議員）
- 東香名子（コラムニスト）
- 新井規矩雄　(プロゴルファー)
- 佐藤康恵　(女優、モデル)
- 山本祥彰　(クイズプレーヤー、YouTuber)
- 遠藤凌（サッカー選手）
- 梁賢柱（サッカー選手）
- 緑川貴士（衆議院議員）
- 大野貴洋（元プロ野球選手）
- 前田俊郎（元プロ野球選手）
- 弓削田眞理子（60歳以上のフルマラソン大会、女子世界最高記録保持者）
- 金野美穂（女優）
- 大津力（参議院議員）